# The Yes! Association
The YES! Association  (également connue sous son nom suédois, Föreningen JA! ) est un collectif d’art situé en Suède, fondé en 2005.
Son objet est la création d’œuvres à partir de la promulgation de textes et de performances. The YES! Association est principalement connu pour ses expositions d'art traitant de sujets tels que le genre, la sexualité, la race et le capitalisme.

## Action
The YES! Association est fondé en 2005. Ce collectif prend naissance lors d'une performance réalisée au sein de l'exposition d'art intitulée « Art Féminisme - stratégies et effets sur la Suède des années 1970 à nos jours ». Souhaitant pallier l'inégalité ressentie au sein des institutions d'art suédois, les membres de The YES! Association réalisent en direct la performance  « Conférence de presse / Performance » et produisent un document intitulé « Accord sur l’égalité des chances ». L’œuvre donne ainsi aux institutions artistiques l’opportunité de signer un accord en faveur de la diversité et de l'égalité, notamment par l'utilisation de quotas. Sa signature contraint juridiquement les organisations artistiques. Cependant, aucune institution présente à l'époque n'accepte de signer le document

## Figures majeures
The YES! Association est composé de ses membres fondateurs et de nouveaux membres. Les membres fondateurs sont : 
- Malin Arnell, artiste féministe dont le travail explore les concepts d'intimité et de pouvoir.
- Johanna Gustavsson, artiste dont le travail est axé sur la pédagogie[4].
- Line S. Karlström, artiste qui s'intéresse à l'interaction entre pouvoir et  identité[5].
- Anna Linder, artiste féministe connue pour son travail sur les images en mouvement[6].
- Fia-Stina Sandlund, artiste suédoise connue pour ses films d'art féministes[1].

Les autres membres du collectif au fil des ans incluent : 
- Åsa Elzén, artiste dont le travail se concentre sur la théorie féministe post-coloniale et intersectionnelle.

The YES! Association a collaboré avec des artistes et des institutions telles que Mélanie Cervantes, Regina José Galindo, Gluklya, Victoria Lomasko, Pauline Boudry / Renate Lorenz, Liza Morozova, Tanja Ostojic, Mujeres Públicas, Bureau de recherche mélodramatique et Anna Zvyagintseva. The YES! Association a reçu le soutien du Conseil suédois des arts à travers le programme IASPIS, facilitant la collaboration avec l'artiste queer Lee H. Jones.

## Thèmes
Les œuvres artistiques de The YES! Association abordent principalement les thèmes du genre, de la sexualité, de la race et du capitalisme. S'appuyant sur l'activisme féministe des artistes qui composent le collectif, des expositions montrent le rôle des femmes et d'autres groupes en quête d'égalité dans le monde de l'art et dans la société en général.
Le travail de fond de The YES! Association est un appel militant face à la responsabilité et à la diversité croissante de l'art public suédois. Depuis le travail « Conférence de presse / Performance » de 2005, le programme de The YES! Association utilise divers supports tels que des interviews à la radio, des panneaux et des articles pour faire valoir que l'art contemporain doit mieux représenter les communautés en quête d'égalité. En particulier, The YES! Association illustre les divisions dans le monde de l'art sous l'angle des privilèges et de l'oppression.
Le travail artistique de The YES! Association utilise régulièrement des enquêtes sur les modes intersectionnels de l'art féministe. Le collectif se  concentre notamment sur les avantages et les inconvénients du savoir basés sur des catégories. À travers leur travail, The YES! Association remet en cause l’utilisation de la binarité, en présentant un argument féministe en faveur d’une compréhension plus intersectionnelle de l’identité. Leur travail envisage rarement les « femmes » sous l'angle d'une catégorie isolée, choisissant plutôt celui de la classe, de la race et de la sexualité.
Hannah Arendt, théoricienne de la politique, a été citée à la fois comme sujet et comme source d’inspiration dans le travail de The YES! Association. Penseuse américano-juive, Hannah Arendt est née en Allemagne et a fui l'Europe pendant la Seconde Guerre mondiale. Ses travaux traitent en grande partie des systèmes de pouvoir, en particulier des hiérarchies politiques telles que le totalitarisme. Hannah Arendt, femme théoricienne reconnue dans un domaine dominé par les hommes, est souvent citée en exemple d'excellence féministe (même si elle-même n'a peut-être pas utilisé l'étiquette «féministe»). The YES! Association a créé des œuvres s'inspirant de l'engagement d'Hannah Arendt pour diffuser des idées et en discuter. Le collectif a également collaboré avec des associations dédiées à la mémoire d'Hannah Arendt, telles que le Centre Hannah Arendt pour la politique et les sciences humaines au Bard College.

## Œuvres remarquables
Les travaux  de The YES! Association prend diverses formes, incluent généralement des performances et de rencontres avec le public.
Pour Conférence de presse / performance de 2005, les membres de YES! L’Association présente un document intitulé « Accord sur l’égalité des chances ». Le document vise à obliger juridiquement les institutions d'art suédoises à respecter des quotas afin d'améliorer la diversité. Le spectacle a été exécuté à la Maison de la culture Dunker.
En 2010, (Dis)agreements? – the utility, effectiveness, and problematics of categories comporte une vidéo et une discussion d’enseignement pour prendre en compte la diversité dans les institutions artistiques. L'intervention a eu lieu au Centre Elizabeth A. Sackler pour l'art féministe du Brooklyn Museum.
En 2012, Smoking area rend hommage à la théoricienne politique Hannah Arendt. Le collectif trace au sol avec de la peinture jaune un espace où les spectateurs / participants peuvent venir, fumer et discuter des idées. La peinture au sol vise à promouvoir les objectifs d'Hannah Arendt, dont les écrits prônent le pouvoir de l'amitié et du dialogue. Les travaux ont été organisés par le Hannah Arendt Center du Bard College.
En 2012, I am talking about something happening right here, right now, est une discussion avec Lee H. Jones. En utilisant un cadre activiste, la discussion est centrée sur l'interaction entre les institutions et le travail artistique. Le projet a été financé par IASPIS.

## Expositions
- (art)work(sport)work(sex)work, The Power Plant, Toronto, 2015[12]
- (Dis)agreements? – the utility, effectiveness, and problematics of categories, performance, Elisabeth A. Sackler Center for Feminist Art, Brooklyn Museum, New York, 2010
- Feminist lines of flight in art and politics, part du projet How Do We Go On From Here?, initié par Faith Wilding & Kate Davis, Centre for Contemporary Arts, Glasgow, 2009
- När helvetet frös över – en iscensättning i 4 delar, del av utställningen, partie de A Space on the Side of the Road, curateurs  Kajsa Dahlberg & Henrik Andersson, Röda Sten, Göteborg, 2009
- pågående/ongoing JÄMLIKHETSAVTAL 2010, Röda Sten, Göteborg, 2009
- Privilege Walk/Symposium – Feminist and intersectional aspects of contemporary art, Lilith Performance Studio, Malmö, 2008[9]
- The Name of This Association Shall Be Transmission, partie de l'expédition Moot Points: Exercises in Self Organization, Discourse and Collaboration, curateur Kathryn Elkin, Transmission Gallery, Glasgow, 2008